# Auf trockenen Gräsern
Auf trockenen Gräsern (Originaltitel: Kuru Otlar Üstüne, internationaler Titel: About Dry Grasses) ist ein Spielfilm von Nuri Bilge Ceylan aus dem Jahr 2023. Das Drama berichtet von einem jungen Lehrer, der seinen Pflichtdienst in der türkischen Provinz ableisten muss und dort mit Missbrauchsvorwürfen konfrontiert wird. Die Hauptrollen übernahmen Deniz Celiloğlu, Merve Dizdar und Musab Ekici. Der Film wurde im Mai 2023 bei den Filmfestspielen in Cannes uraufgeführt. Ein Kinostart für die internationale Koproduktion zwischen der Türkei, Frankreich, Deutschland und Schweden erfolgte im Juli 2023.

## Handlung
Samet, ein junger Kunstlehrer aus Istanbul, leistet seinen Pflichtdienst in einem abgelegenen Dorf in Anatolien ab. Nachdem er bereits vier Jahre an einer dortigen Schule unterrichtet hat, sehen sich sein Kollege Kenan und er überraschend mit den Vorwürfen zweier Schülerinnen konfrontiert, diese belästigt zu haben. Samet kann die Anschuldigungen kaum nachvollziehen. Er verliert all seine Hoffnung, dem trostlosen Leben in der Provinz zu entkommen. Es beginnt eine komplexe Reise in Samets verletztes Inneres. An deren Ende steht die Frage, wie fortschrittlich der junge Mann wirklich ist. Auch begegnet Samet der Lehrerin Nuray, mit der er eventuell seine Angst überwinden kann.

## Hintergrund
Auf trockenen Gräsern ist der zehnte Spielfilm des türkischen Regisseurs Nuri Bilge Ceylan. Wie bei seinem vorangegangenen Werk The Wild Pear Tree (2018) verfasste er das Drehbuch gemeinsam mit seiner Ehefrau Ebru und Akın Aksu. An dem Skript sollen sie zwei Jahre lang gearbeitet haben. Für die Hauptrollen wurden Deniz Celiloğlu als Samet, Merve Dizdar als Nuray und Musab Ekici als Kenan verpflichtet. Mit all diesen Darstellern arbeitete Ceylan das erste Mal gemeinsam zusammen.
Die Dreharbeiten begannen ab März 2021 in Erzurum. Als Kameraleute fungierten Cevahir Şahin und Kürsat Üresin.
Die Produktionskosten wurden mit 3,5 Millionen Euro beziffert.

## Veröffentlichung und Rezeption
Die Premiere fand im Mai 2023 bei den Filmfestspielen in Cannes statt, wo der Film eine Einladung in den Wettbewerb um die Goldene Palme erhielt. Am 12. Juli 2023 lief Auf trockenen Gräsern unter dem Titel Les herbes sèches im Verleih von Memento Distribution in den französischen Kinos an. In Deutschland erlebte der Film seine Kino-Premiere am 16. Mai 2024.
Im internationalen Kritikerspiegel des Branchenmagazins Screen International erhielt Auf trockenen Gräsern 2,8 von 4 möglichen Sternen und belegte unter allen Wettbewerbsfilmen einen geteilten sechsten Platz. In einem rein französischen Kritikerspiegel vom Online-Magazin Le film français trauten zwei von 15 Rezensenten Ceylan den erneuten Gewinn der Goldenen Palme zu (Gaël Golhen von Première und Philippe Rouyer von Positif). Der amerikanische Branchendienst IndieWire listete den Film auf Platz zehn seiner möglichen Palmen-Anwärter.

## Auszeichnungen
Für Auf trockenen Gräsern erhielt Ceylan seine siebte Einladung in den Wettbewerb um die Goldene Palme, den Hauptpreis des Filmfestivals von Cannes. Für ihre Darstellung der Nuray gewann Merve Dizdar den Preis für die beste Schauspielerin.